# Hieracium sect. Drepanoidea
La sezione  Hieracium sect. Drepanoidea   Monnier è una sezione di piante angiosperme dicotiledoni del genere Hieracium della famiglia delle Asteraceae.

## Etimologia
Il nome del genere deriva dalla parola greca hierax o hierakion (= sparviere, falco). Il nome del genere è stato dato inizialmente dal botanico francese Joseph Pitton de Tournefort (1656 - 1708) rifacendosi probabilmente ad alcuni scritti del naturalista romano Gaio Plinio Secondo (23 - 79) nei quali, secondo la tradizione, i rapaci si servivano di questa pianta per irrobustire la loro vista. Il nome della sezione (Drepanoidea) deriva dal vocabolo "drepanon" il cui significato è "arcuato, a forma di falce"; fa riferimento ai fusti di queste piante.
Il nome scientifico della sezione è stato definito dal botanico e naturalista francese Monnier (1717 - 1799).

## Descrizione

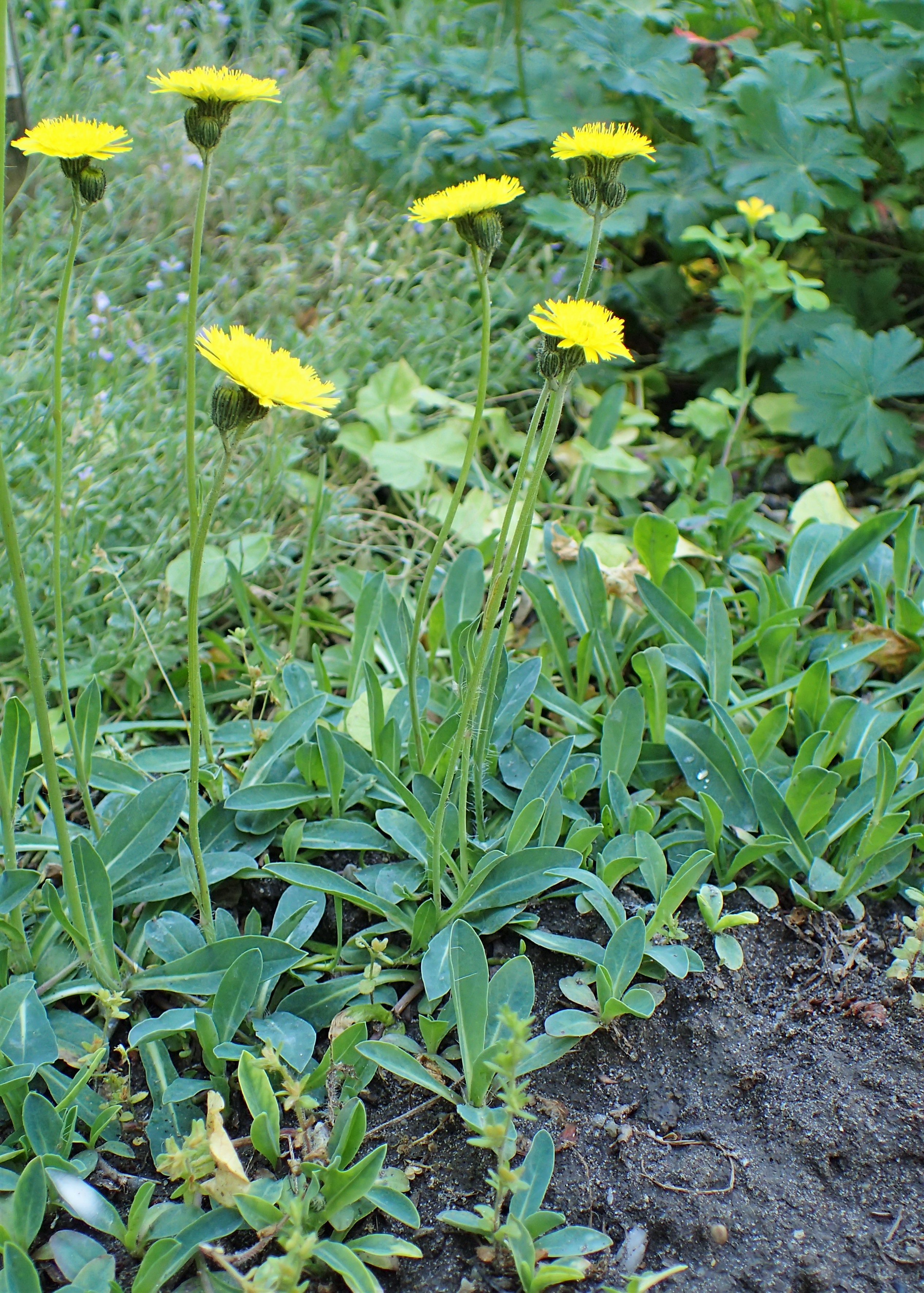
Il portamento
Hieracium glaucum

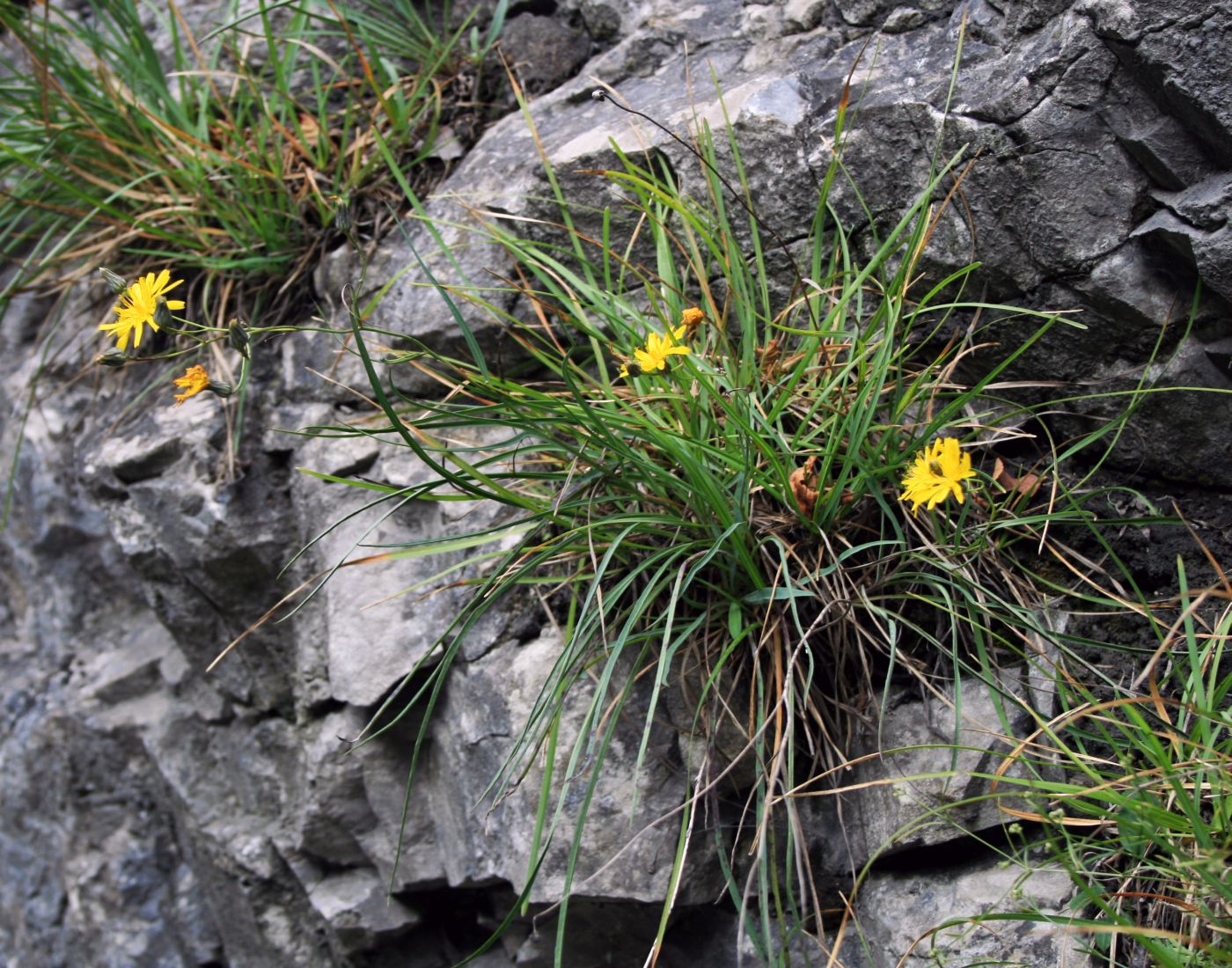
Le foglie
Hieracium porrifolium

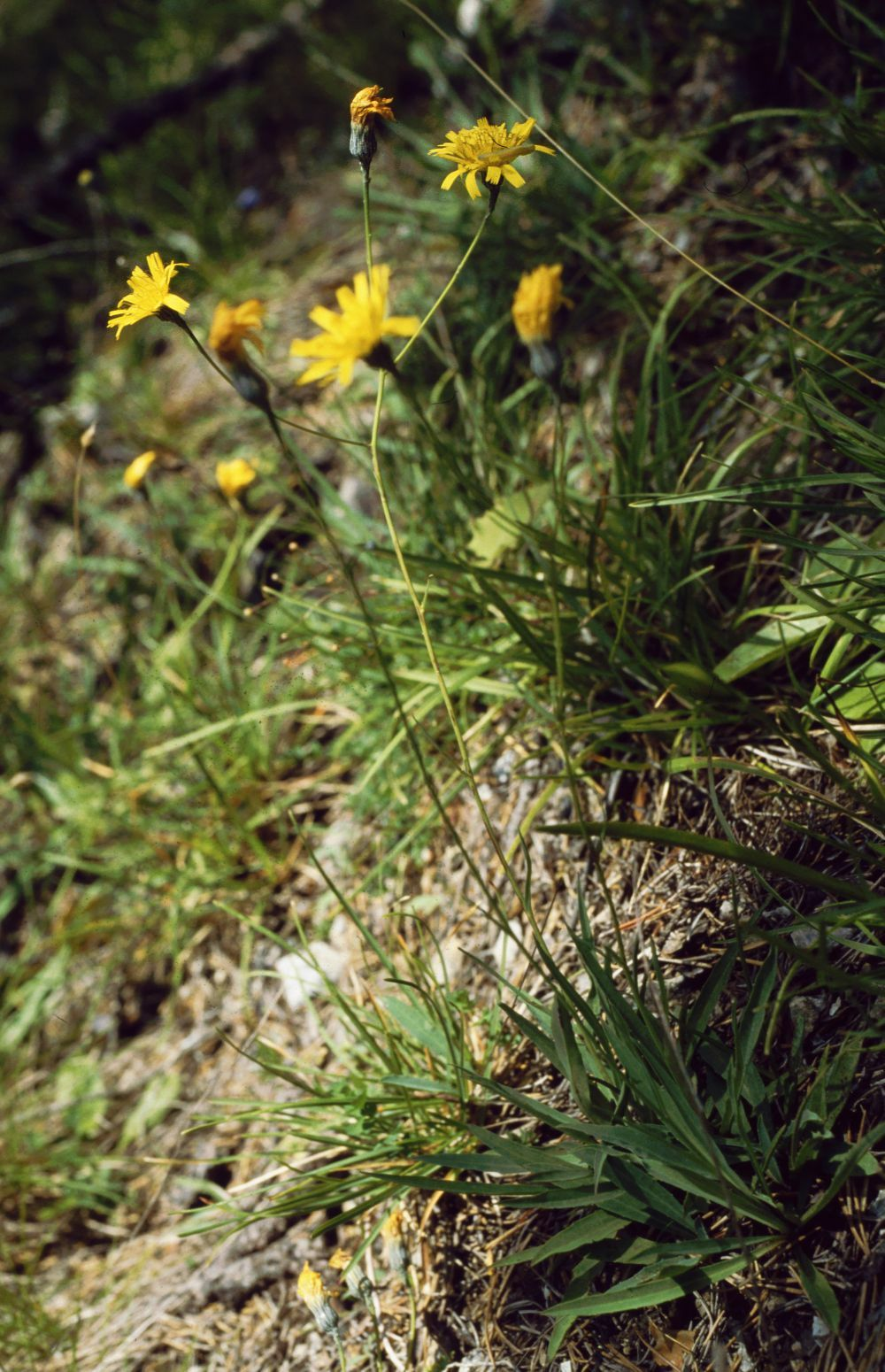
Infiorescenza
Hieracium bupleuroides

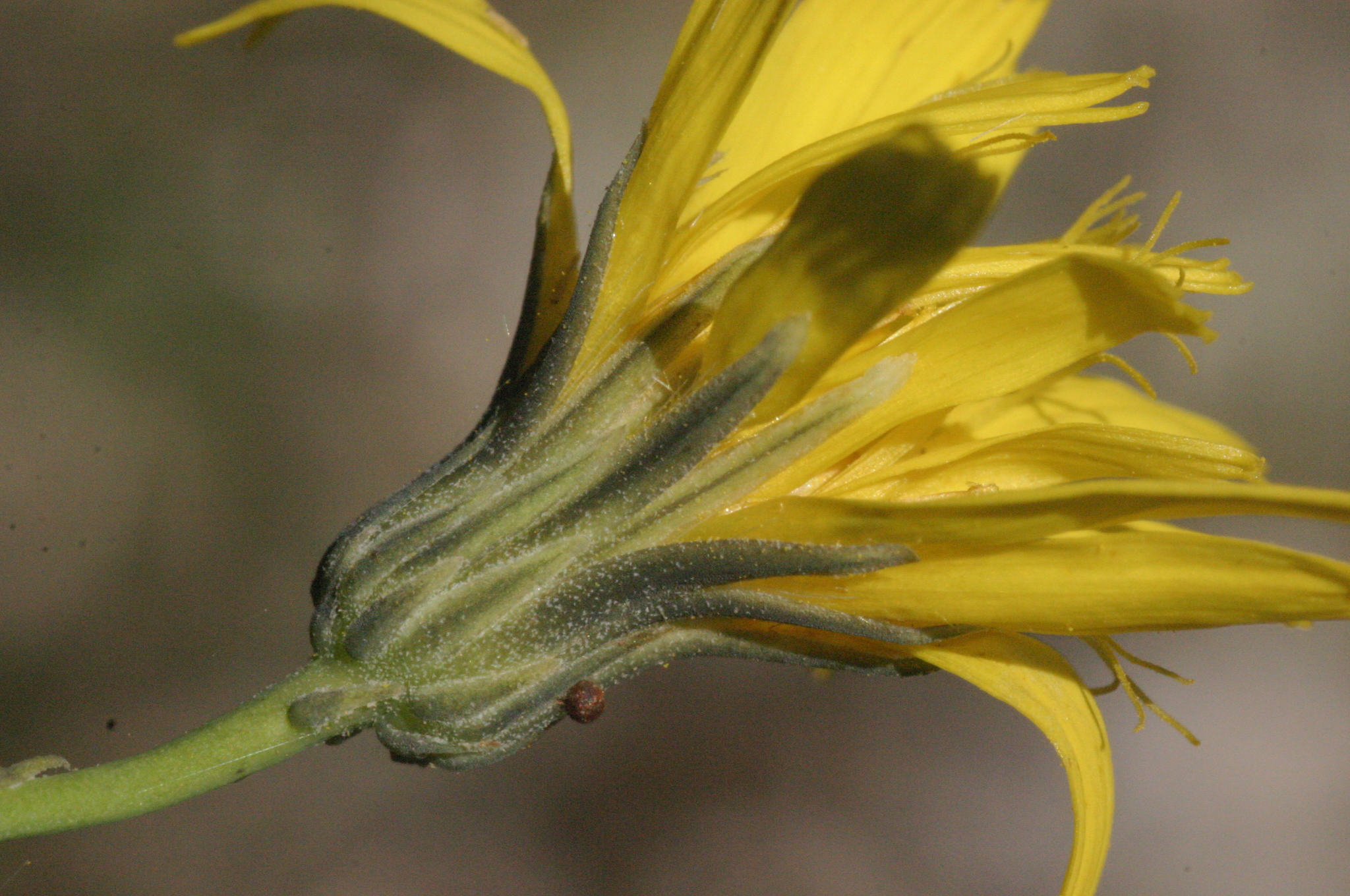
I fiori
Hieracium porrifolium

Habitus. La forma biologica prevalente è emicriptofita scaposa (H scap), ossia in generale sono piante erbacee (e aromatiche), a ciclo biologico perenne, con gemme svernanti al livello del suolo e protette dalla lettiera o dalla neve, inoltre spesso hanno l'asse fiorale eretto e privo di foglie (piante scapose), oppure le foglie basali sono assenti alla fioritura (piante afillopode). Queste piante sono provviste di lattice (i vasi latticiferi sono anastomizzati), ma sono prive di stoloni. Pubescenza generale: i peli ghiandolari sono più o meno assenti o sparsi su alcune parti della pianta (peduncoli dei capolini e involucri). Inoltre le specie di questo gruppo sono piante di tipo fillopode (raramente sono hypofillopode).
Radici. Le radici sono secondarie da rizoma.
Fusto. La parte aerea del fusto è eretta o ascendente con moderata ramosità. La superficie può essere sia glabra che pelosa. Le piante di questo genere possono raggiungere un'altezza massima di 5 dm. La parte sotterranea spesso è un fittone.
Foglie. Le foglie si dividono in basali e cauline disposte in modo alternato. Le foglie basali non sono picciolate, hanno delle forme più o meno lineari con margini interi o denticolati. Foglie cauline: sono presenti numerose foglie cauline con forme da lineari a lanceolate, colorate di verde-glauco fino a grigio-verdastro; la pubescenza è formata da peli semplici solo al margine delle foglie.
Infiorescenza. La sinflorescenza è del tipo lasso-paniculata con alcuni rami arcuato-ascendenti. Le infiorescenze sono composte da uno o più capolini peduncolati (i peduncoli sono sottili). I capolini sono formati da un involucro composto da diverse brattee (o squame) disposte su 2 - 4 serie in modo embricato, all'interno delle quali un ricettacolo fa da base ai fiori tutti ligulati. L'involucro ha delle forme da emisferiche a indistintamente turbinate. Le brattee involucrali sono scure con apici acuti; i margini spesso hanno dei densi peli stellati. Il ricettacolo è nudo e alveolato (i margini degli alveoli sono brevemente dentati).
Fiori. I fiori (da 6 a 150) sono tutti del tipo ligulato, tetra-ciclici (ossia sono presenti 4 verticilli: calice – corolla – androceo – gineceo) e pentameri (ogni verticillo ha 5 elementi). I fiori sono inoltre ermafroditi e zigomorfi. In alcuni casi i fiori femminili sono "stilosi".
- Formula fiorale:

*/x K {\displaystyle \infty }, [C (5), A (5)], G 2 (infero), achenio
- Calice: i sepali del calice sono ridotti ad una coroncina di squame.
- Corolla: le corolle sono formate da un tubo e da una ligula terminante con 5 denti; il colore è giallo. Le ligule sono lunghe oltre l'involucro e sono glabre.
- Androceo: gli stami sono 5 con filamenti liberi, mentre le antere sono saldate in un manicotto (o tubo) circondante lo stilo.[16] Le antere alla base sono acute. Il polline è tricolporato.[17]
- Gineceo: lo stilo è giallo (o più o meno scuro), è filiforme e peloso sul lato inferiore; gli stigmi dello stilo sono due divergenti. L'ovario è infero uniloculare formato da 2 carpelli. La superficie stigmatica è posizionata internamente (vicino alla base).[18]

Frutti. I frutti sono degli acheni con pappo. Gli acheni sono scuri a forma colonnare-obconica (o più o meno cilindrica) e sono ristretti alla base (e ingrossati all'apice), mentre la superficie (liscia o appena rugosa) è provvista di 8 - 10 coste che nella parte apicale confluiscono in un orlo anulare. Il colore degli acheni è paglierino. Il pappo è formato 20 a 80 setole biancastre (o giallastre) semplici disposte su due serie (quelle interne sono più lunghe e più rigide, quelle esterne sono fragili).

## Biologia
Antesi: la fioritura è tardo-primaverile (fino a estiva).

Impollinazione: l'impollinazione avviene tramite insetti (impollinazione entomogama tramite farfalle diurne e notturne).

Riproduzione: la fecondazione avviene fondamentalmente tramite l'impollinazione dei fiori (vedi sopra).

Dispersione: i semi (gli acheni) cadendo a terra sono successivamente dispersi soprattutto da insetti tipo formiche (disseminazione mirmecoria). In questo tipo di piante avviene anche un altro tipo di dispersione: zoocoria. Infatti gli uncini delle brattee dell'involucro (se presenti) si agganciano ai peli degli animali di passaggio disperdendo così anche su lunghe distanze i semi della pianta.

## Distribuzione e habitat
L'habitat per queste specie è più o meno montano con una distribuzione centrata sulle Alpi.

## Tassonomia
La famiglia di appartenenza di questa voce (Asteraceae o Compositae, nomen conservandum) probabilmente originaria del Sud America, è la più numerosa del mondo vegetale, comprende oltre 23.000 specie distribuite su 1.535 generi, oppure 22.750 specie e 1.530 generi secondo altre fonti (una delle checklist più aggiornata elenca fino a 1.679 generi). La famiglia attualmente (2021) è divisa in 16 sottofamiglie.

### Filogenesi
Il genere di questa voce appartiene alla sottotribù Hieraciinae della tribù Cichorieae (unica tribù della sottofamiglia Cichorioideae). In base ai dati filogenetici la sottofamiglia Cichorioideae è il terz'ultimo gruppo che si è separato dal nucleo delle Asteraceae (gli ultimi due sono Corymbioideae e Asteroideae). La sottotribù Hieraciinae fa parte del "quinto" clade della tribù; in questo clade è posizionata alla base ed è "sorella" al resto del gruppo comprendente, tra le altre, le sottotribù Microseridinae e Cichoriinae. Il genere  Hieracium (insieme al genere Pilosella) costituisce il nucleo principale della sottotribù Hieraciinae e formano (insieme ad altri generi minori) un "gruppo fratello" posizionato nel "core" delle Hieraciinae.
Il genere Hieracium è un genere estremamente polimorfo con maggioranza di specie apomittiche. Di questo genere sono descritte circa 1000 specie sessuali e oltre 3000 specie apomittiche, delle quali circa 250 e più sono presenti nella flora spontanea italiana.
I caratteri distintivi per il genere Hieracium sono:
- le piante non sono tutte vischiose;
- i fusti e le foglie hanno peli semplici o ghiandolari;
- i capolini sono numerosi;
- il colore dei fiori in genere è giallo carico;
- i rami dello stilo sono lunghi;
- le coste dell'achenio confluiscono in un anello;
- il pappo è formato da due serie di setole.

Le specie di questo genere, provviste di molte sottospecie, formano degli aggregati o sezioni con diverse specie incluse, altre sono considerati "intermediare" (o impropriamente ibridi in quanto queste specie essendo apomittiche non si incrociano e quindi non danno prole feconda) con altre specie. A causa di ciò si pongono dei problemi di sistematica quasi insolubili e per avere uno sguardo d'insieme su questa grande variabilità può essere necessario assumere un diverso concetto di specie. Qui in particolare viene seguita la suddivisione in sezioni del materiale botanico così come sono elencate nell'ultima versione della "Flora d'Italia".
La sezione XV  Drepanoidea  comprende specie il cui baricentro è nelle Alpi (specie che si sono formate nelle aree di rifugio durante le glaciazioni europee) e mostra alcune affinità con la sezione Villosa. I caratteri distintivi per le specie di questa sezione sono:
- i peli ghiandolari sono più o meno assenti o sparsi su alcune parti della pianta (peduncoli dei capolini e involucri);
- le specie di questo gruppo sono piante di tipo fillopode (raramente sono hypofillopode);
- sono presenti numerose foglie cauline con forme da lineari a lanceolate, colorate di verde-glauco fino a grigio-verdastro, subpubescenti;
- i margini delle brattee involucrali spesso hanno dei densi peli stellati;
- il colore degli acheni è paglierino.
- la fioritura è tardo-primaverile (fino a estiva);

Il numero cromosomico delle specie della sezione è: 2n = 27 e 36 (specie diploidi, triploidi, tetraploidi e pentaploidi).

### Specie della flora italiana
Nella flora spontanea italiana, per la sezione di questa voce, sono presenti le seguenti specie (principali e secondarie):
Specie principale. Hieracium porrifolium   L., 1753 - Sparviere a foglie sottili: l'altezza massima della pianta è di 50 cm (massimo 80 cm); il ciclo biologico è perenne; la forma biologica è emicriptofita scaposa (H scap); il tipo corologico è Endemico Est-Alpico / Nord-Appenninico / Dinarico; l'habitat tipico sono le fessure delle rupi soleggiate, zone a sfaticcio e pendii aridi sassosi (calcarei); in Italia è una specie comune e si trova nelle Alpi fino ad una quota compresa tra 70 e 1.500 m s.l.m..
Caratteri principali: le foglie basali non sono picciolate ed hanno delle forme lineari con margini interi; la forma delle foglie cauline è strettamente lineare; i peli semplici sono assenti o si trovano sparsamente solamente alla base delle foglie della rosetta basale.
Specie principale. Hieracium bupleuroides    C.C.Gmel. - Sparviere con foglie di odontite: l'altezza massima della pianta è di 20 – 40 cm; il ciclo biologico è perenne; la forma biologica è emicriptofita scaposa (H scap); il tipo corologico è Orofita / Sud Est Europeo; l'habitat tipico sono le pietraie e macereti (su calcare); in Italia è una specie comune e si trova nelle Alpi e Appennini fino ad una quota compresa tra 600 e 1,700 m s.l.m..
Caratteri principali: le foglie basali non sono picciolate ed hanno delle forme da lineari-lanceolate fino a lanceolate con margini interi; le foglie cauline hanno un addensamento progressivamente decrescente verso l'alto e sono simili a quelle basali; i peli semplici sono assenti sul caule, mentre sulle foglie si trovano solamente su quelle basali, sulle brattee involucrali sono da sparsi a densi.
Specie principale. Hieracium glaucum  All., 1773 - Sparviere glauco: l'altezza massima della pianta è di 30 – 50 cm; il ciclo biologico è perenne; la forma biologica è emicriptofita scaposa (H scap); il tipo corologico è Orofita - Sud Est Europeo; l'habitat tipico sono le pietraie, i ghiaioni, i macereti e i pendii sassosi (su calcare); in Italia è una specie comune e si trova nelle Alpi e Appennini fino ad una quota compresa tra 200 e 2.100 m s.l.m..
Caratteri principali: le foglie basali hanno delle lamine a forma da lanceolata a lineare-lanceolata con margini denticolati o dentati (fino a margini sinuati); le foglie cauline sono rapidamente decrescenti verso l'alto con forme da lanceolate a lineari; i peli semplici sul caule sono assenti, sulle foglie si trovano sul picciolo e sui margini, sulle brattee involucrali sono assenti.
Specie principale. Hieracium calcareum   Bernh. ex Hornem.  - Sparviere illirico: l'altezza massima della pianta è di 30 – 50 cm (massimo 80 cm); il ciclo biologico è perenne; la forma biologica è emicriptofita scaposa (H scap); il tipo corologico è Subendemico; l'habitat tipico sono i pendii sassosi, le boscaglie aride e i muri vecchi; in Italia è una specie molto rara e si trova nelle Alpi Orientali fino ad una quota compresa tra 150 e 1.500 m s.l.m..
Caratteri principali: la lamina delle foglie basali può essere sia ampiamente che strettamente lanceolata, con margini dentati o sinuati; le foglie cauline sono rapidamente decrescenti verso l'alto con forme da lanceolate a lineari; i peli semplici si trovano nelle foglie (sul picciolo, sui margini e sulle nervature).
Specie secondarie collegate a Hieracium calcareum:
| Specie                                          | Caratteri                                                          | Habitat                 | Distribuzione italiana         | sottospecie                                   |
| ----------------------------------------------- | ------------------------------------------------------------------ | ----------------------- | ------------------------------ | --------------------------------------------- |
| Hieracium saxatile Jacq., 1767[24]              | Tra la specie H. glaucum e la specie H. laevigatum                 | Cespuglieti             | Tarvisio - Molro rara          | 2, delle quali la subsp. saxatile in Italia   |
| Hieracium thesioides Gottschl., 2006[25]        | Tra la specie H. porrifolium e la specie H. pospichalii            | Rupi e pendii sassosi   | Friuli - Molro rara            |                                               |
| Hieracium neyranum Arv.-Touv., 1883[26]         | Più simile alla specie H. glaucum che alla specie H. prenanthoides | Cespugli                | Alpi e Appennini - Rara        | 3 sottospecie in Italia                       |
| Hieracium sparsiramum Nägeli & Peter , 1886[27] | Più simile alla specie H. glaucum che alla specie H. villosum      | Pendii sassosi calcarei | Cortina d'Ampezzo - Molto rara | 5, delle quali la subsp. ampezzanum in Italia |

#### Specie italiane alpine
Alcune specie di questa sezione vivono sull'arco alpino. La tabella seguente mette in evidenza i dati relativi all'habitat, al substrato e alla distribuzione di alcune di queste specie alpine.
| Specie | Comunità vegetali | Piani vegetazionali | Substrato  | pH     | Livello trofico | H2O   | Ambiente    | Zona alpina                      |
| --- | ----------------- | ------------------- | ---------- | ------ | --------------- | ----- | ----------- | -------------------------------- |
| H. bupleuroides | 3                 | montano subalpino   | Ca         | basico | basso           | secco | C2 C3       | tutto l'arco alpino (più o meno) |
| H. glaucum | 3                 | montano subalpino   | Ca - Ca/Si | basico | basso           | secco | C2 C3       | tutto l'arco alpino              |
| H. porrifolium | 3                 | collinare montano   | Ca         | basico | basso           | secco | B5 C2 C3 F2 | Alpi centro-orientali            |
| Legenda e note alla tabella. Substrato: con “Ca/Si” si intendono rocce di carattere intermedio (calcari silicei e simili). Zona alpina: vengono prese in considerazione solo le zone alpine del territorio italiano (sono indicate le sigle delle province). Comunità vegetali: 3 = comunità delle fessure, delle rupi e dei ghiaioni. Ambienti: B5 = rive, vicinanze corsi d'acqua; C2 = rupi, muri e ripari sotto roccia; C3 = ghiaioni, morene e pietraie; F2 = praterie rase, prati e pascoli dal piano collinare al subalpino. |                   |                     |            |        |                 |       |             |                                  |